# Denise Lamoure
 (mai 2025).
Denise Dailly-Lamoure, née le 28 janvier 1928 à Courmangoux et décédée le 4 septembre 2012 à Lyon, est une mycologue française spécialiste des Agaricales de zones alpines et boréales. Professeure à l'Université Claude Bernard Lyon 1, elle est aussi chercheuse..

## Biographie
Originaires de Courmangoux et Coligny, les parents de Denise Lamoure, directeurs d'école et instituteurs, quittent Verjon pour s'installer à Mézériat à la rentrée scolaire de 1927. Elle naît l'année suivante.
En mai 1939, élève précoce, Denise Lamoure passe le concours des bourses pour entrer, en tant qu'interne, au Lycée de jeune filles de Bourg-en-Bresse. Elle arrive deuxième et est dispensée de classe jusqu'aux vacances scolaires. Elle consacre du temps à ses leçons de piano à Bourg-en-Bresse, où elle se rend seule chaque jeudis.
Chaque été, de 1936 à 1939, elle passe 3 semaines dans le Jura avec sa mère.
Le 3 septembre 1939, la guerre est déclarée, le lycée où Denise Lamoure devait faire sa rentrée est réquisitionné ; l'internat n'est plus possible. Elle entame ses études secondaires au Lycée Edgar Quinet, logée en ville. Elle collectionne les félicitations, prix d'excellence et affichages au tableau d'honneur.
Elle poursuit ses leçons de piano, découvre l'écriture musicale à plusieurs voix, et sa professeure l'encourage à tenter une carrière musicale. Elle apprend le programme d'entrée au Conservatoire, mais renonce à cette orientation pour des études scientifiques.
L'été 1944 est difficile pour Denise Lamoure (guérilla entre le maquis du Revermont et les Allemands, attaques des blindés, rafle, ...). Elle tombe malade et ne peut passer le bac. Elle l'obtient plus tard et part à Lyon pour des études supérieures. 
Elle est reçue 7ème sur 63 au certificat d'études supérieures préparatoires de sciences physiques, chimiques et naturelles (dit SPCN) ; elle obtient, en 1950, une licence en sciences naturelles (soit Certificat de Chimie générale + 2 Certificats de Sciences Naturelles), avec en plus un certificat de Géologie et un sujet de Diplôme d'Etudes Supérieures (DES) : Recherche expérimentale en laboratoire et initiation à la bibliographie. Denise Lamoure a les diplômes requis pour se présenter à l'agrégation.
Après la soutenance de son DES, Robert Kühner lui propose d'entrer dans son laboratoire. En mai 1954, un poste d'assistant pour le laboratoire de botanique est créé, Denise postule et est reçue.
Elle se marie à Monsieur Dailly.
Elle meurt le 4 septembre 2012, des suites d'un choc post-opératoire après une pose de prothèse de genou. Ne souhaitant pas être enterrée, elle donne son corps à la science.

## Carrière universitaire
Denise Lamoure entre à l'Université de Lyon en tant qu'assistante déléguée. Elle est titularisée en octobre 1954 et devient cheffe de travaux en 1956, puis maitre-assistante en 1958.
D'abord enseignante en travaux pratiques de biologie végétale générale, elle a, en 1958, la responsabilité de sujets d'examens et de la création de nouveaux enseignements pratiques en microbiologie et botanique approfondie.
Après l'obtention de son doctorat en 1960, Denise Lamoure attend 5 ans avant de devenir Maîtresse de conférences à Lyon, avec la création d'un poste. Son profil de mycologue ne convenait pas aux postes vacants de Caen, Grenoble et Tunis.
A partir de 1965, elle donne des cours magistraux en biologie cellulaire, biologie végétale (parasitisme et symbiose), microbiologie, pathologie végétale.
En 1970, elle devient Professeure titulaire sans chaire, et en 1975 Professeure titulaire de chaire.
Denise Lamoure s'implique dans la vie universitaire : elle est responsable des crédits de la construction des nouveaux bâtiments du campus de la Doua, Directrice du Département de biologie végétale, et siège au Conseil d'Université, au Bureau du Conseil Scientifique et au Conseil de l'U.E.R. des Sciences de la Nature.
Elle participe à de nombreux jurys de thèse, en France et à l'étranger, encadre stages et conférences dans différents pays, est sollicitée pour son expertise dans des commissions d'évaluation, et accueille dans son laboratoire des chercheurs  venus du monde entier, pour échanger avec elle sur des préoccupations communes.

## Travaux & Recherche
De 1954 à 1960, Denise Lamoure mène des recherches sur les anomalies de la sexualité chez les Basidiomycètes ; ce sera le titre de sa thèse, soutenue le 20 mai 1960.
Ses recherches préliminaires, et celles pour sa thèse d'État, lui ont permis de bénéficier d'une formation de base marquée par l'école lyonnaise de Mycologie. Cette influence se retrouvera dans ses travaux postérieurs. Une part de ses recherches est dédiée à l’étude des mycéliums sous divers aspects : morphologique, caryologique et biologique, comportement « sexuel », sans oublier l'étude de l’évolution nucléaire dans la baside. 
Les travaux personnels de Denise Lamoure ont été entièrement consacrés à des champignons de l'ordre des Agaricales.
En plus de sa recherche individuelle, Denise Lamoure souhaite assumer la direction de sujet de recherche d'équipe, tels que :
- les comportements nucléaires à la formation des spores ;
- les diverses productions des mycéliums en culture pure : productions d'antibiotiques, de substances toxiques et autres molécules ;
- la spéciation et la systématique dans certains groupes de champignons supérieurs ;
- les interactions des champignons avec les plantes et avec le milieu.

Très active sur le terrain, Denise Lamoure concentre son domaine d'exploration à une unité phytogéographique, la zone alpine. Elle est sollicitée par Robert Kühner pour collaborer sur l'étude de la flore mycologique de cette zone de végétation.  Depuis son adolescence, Denise Lamoure était attirée par ces hautes régions.
La zone alpine a été son terrain d'étude privilégié, plus particulièrement le parc national de la Vanoise, tout en lui permettant d'étudier les espèces poussant à une altitude moins élevée.
Denise Lamoure fait ses premières excursions en Scandinavie, au début des années 60, et voyage à travers l'Europe et l'Amérique pour vérifier ses hypothèses de travail. Elle entreprend trois explorations en Laponie (1964, 1967, 1972) pour obtenir des points de comparaison avec l'arc alpin (partie occidentale et centrale).

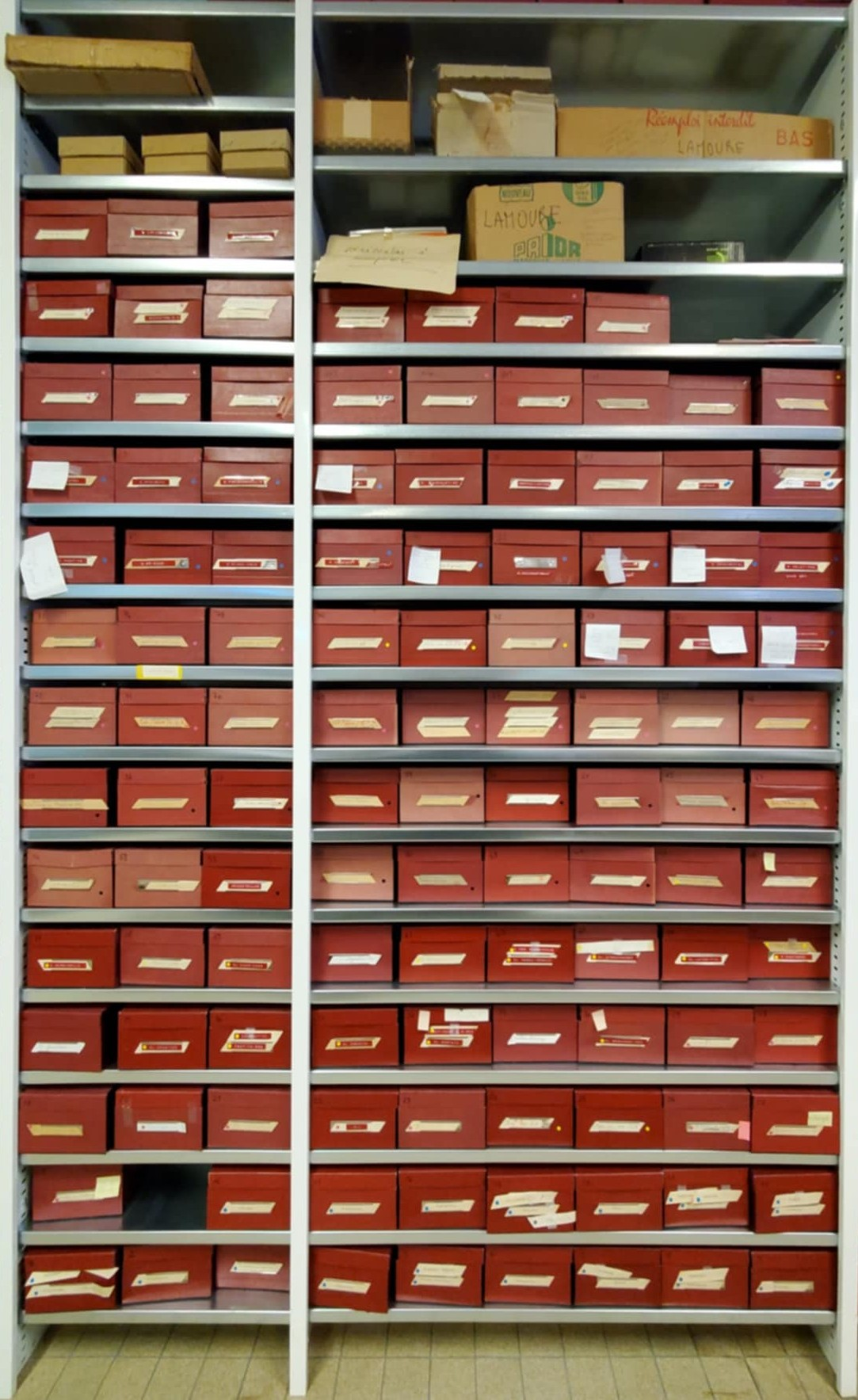
Collection mycologique Denise Lamoure à l'Herbier LY

Elle rencontre le professeur Moser, dont les méthodes de travail diffèrent de celles des mycologues français. Il devient un véritable ami ; avec lui, elle fait plusieurs voyages en Suède, en Autriche, en Pologne à l'époque du rideau de fer.
Elle aime initier les mycologues débutants aux techniques de la microscopie et à la rédaction d'articles scientifiques. Elle organise des stages, dont un en collaboration avec Alix David.
Elle contribue au bulletin de la Fédération mycologique et botanique Dauphiné-Savoie par ses articles, son activité et ses interventions au sein du comité de lecture. Elle contribue également au réseau de myco-toxicologie et est à l'origine du signalement des poussées de champignons toxiques sur le site fédéral, démarche qui permet de préparer et d'adapter les actions de prévention des intoxications.
Elle collabore avec l'INRA sur le sujet des champignons pathogènes et avec l'ONF pour ce qui concerne les champignons utiles (mycorhizes) à utiliser en reforestation.
En 1992, après plus d’une trentaine d’années de recherches, Denise Lamoure organise le quatrième Symposium International de Mycologie arcto-alpine (ISAM) qui s'est déroulé du 24 aout au 4 septembre à Lanslebourg (Savoie),,

## Matériel scientifique

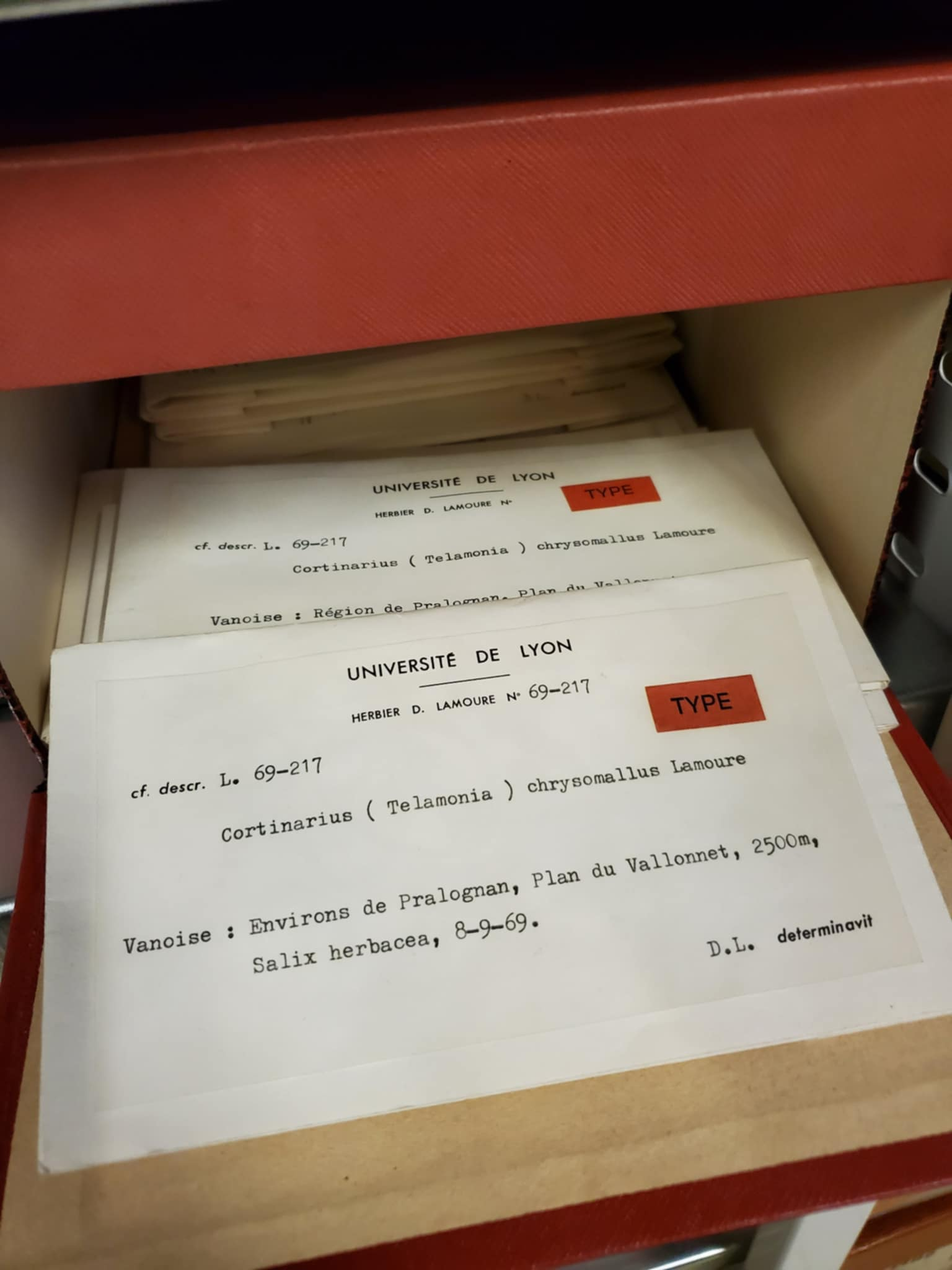
Spécimens types de la collection Denise Lamoure à l'Herbier LY (Université Claude Bernard Lyon 1)

Les spécimens de son herbier sont déposés à l'Herbier de l'Université Claude Bernard Lyon 1 (LY) ; certains sont des types nomenclaturaux.
Ils sont pour la plupart conservés à sec dans des enveloppes en papier et leur inventaire est disponible en ligne sur le GBIF.
Une collection de sporées accompagne les exsiccata, ainsi qu'un fonds documentaire (notes, tirés à part, ...).

## Publications
- Recherches cytologiques et expérimentales sur l'amphithallie et la parthénogenèse chez les Agaricales : évolution nucléaire dans la baside des formes bisporiques / Denise Lamoure ; sous la direction de R. Douin / Trévoux : impr. J. Pâtissier , 1960 Lamoure Denise, Fichet M.-L.

- Rhodopaxillus densifolius Favre, espèce nouvelle pour la France. In: Bulletin mensuel de la Société linnéenne de Lyon, 31ᵉ année, n°4, avril 1962. pp. 107-111.

- Atlas des Cortinaires, Pars I. — Iconographie de Pierre Moënne-Loccoz, texte scientifique de Patrick Reumaux, avec la collaboration du Docteur Robert Henry. 1990. Lamoure, Denise. In: Bulletin mensuel de la Société linnéenne de Lyon, 60ᵉ année, n°3, mars 1991. pp. 80-81.

- Les principaux Lactaires à lait rouge. Lamoure, Denise. In: Bulletin mensuel de la Société linnéenne de Lyon, 47ᵉ année, n°10, décembre 1978. pp. 18-19.

- A propos de Lactarius hepaticus Plowright apud Boudier. Lamoure, Denise. In: Bulletin mensuel de la Société linnéenne de Lyon, 56ᵉ année, n°1, janvier 1987. pp. 4-10.

## Taxons décrits[9]
Clitocybe candicans var. dryadicola Lamoure 1966
Clitocybe festivoides Lamoure 1972
Clitocybe gracilipes Lamoure 1972
Clitocybe harmajae Lamoure 1972
Clitocybe hebelomoides Lamoure 1997
Clitocybe kuehneri Lamoure 1997
Clitocybe nuoljae Lamoure 1972
Clitocybe serotina Lamoure 1972
Clitocybe subsalmonea Lamoure 1972
Cortinarius caesionigrellus Lamoure 1972
Cortinarius chrysomallus Lamoure 1977
Cortinarius diasemospermus Lamoure 1978
Cortinarius galerinoides Lamoure 1977
Cortinarius minutalis Lamoure 1977
Cortinarius paleifer var. brachyspermus Lamoure 1987
Cortinarius purpureoluteus Lamoure 1977
Cortinarius stenospermus Lamoure 1987
Cortinarius subtorvus Lamoure 1969
Cortinarius violeovelatus Lamoure 1977
Hypholoma ambiguum Lamoure 1983
Omphaliaster Lamoure 1971
Omphalina arctica Lamoure 1982
Omphalina chionophila Lamoure 1974
Omphalina kuehneri Lamoure 1974
Omphalina pseudomuralis Lamoure 1974
Omphalina rigidipes Lamoure 1982
Omphalina rivulicola Lamoure 1974
Omphalina sphaerospora Lamoure 1975
Omphalina subsphaerospora Lamoure ex Bon 1997
Omphalina trigonospora Lamoure 1975
Psilocybe chionophila Lamoure 1977